# Arco Tudor

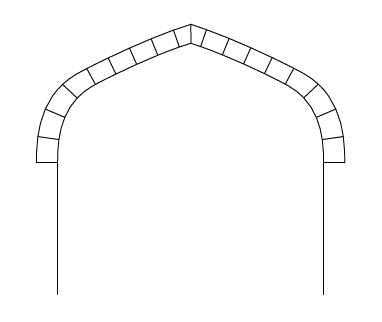
Arco Tudor

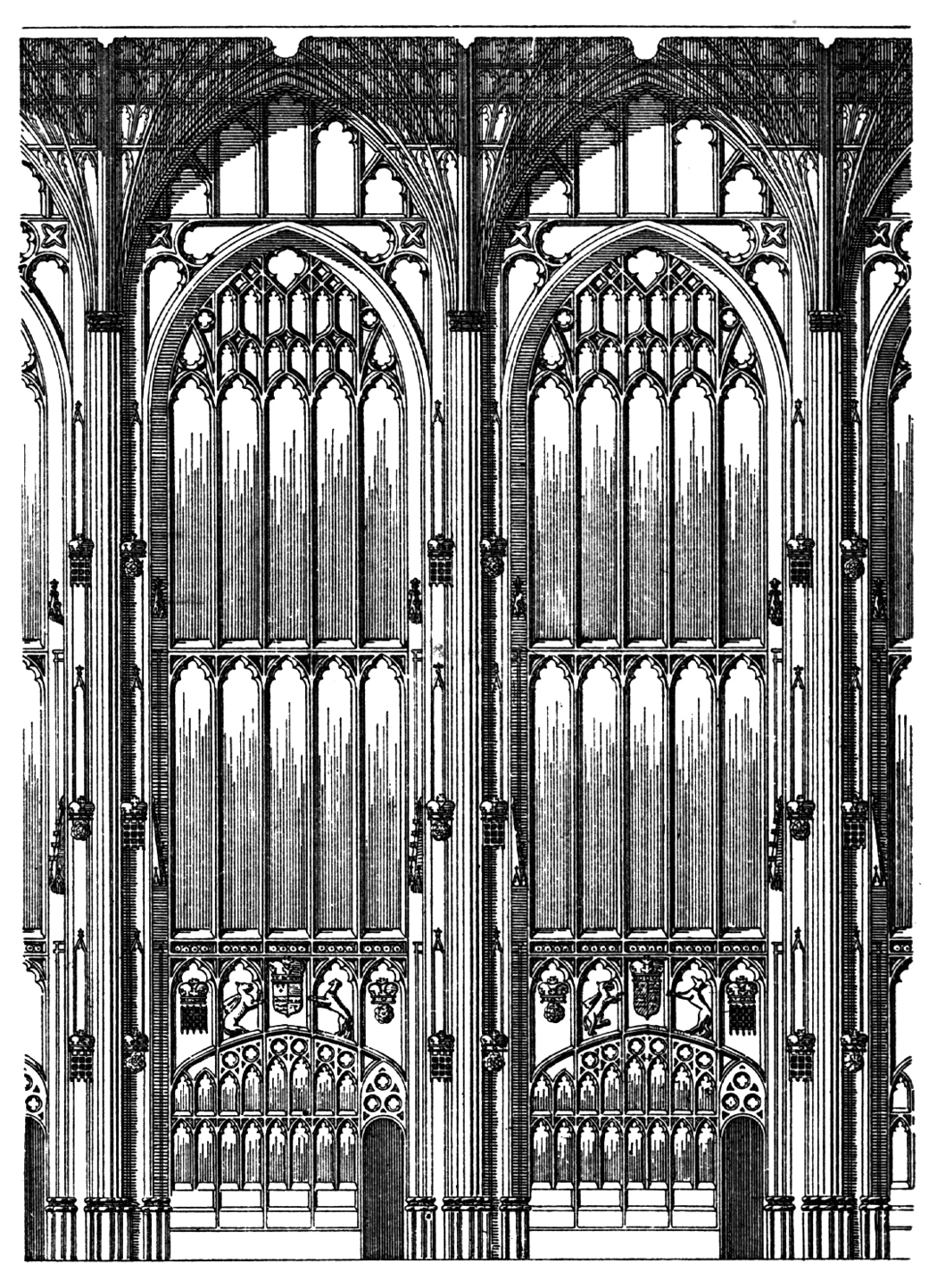
Janelas - King's College Chapel em Cambridge, Inglaterra.

Arco Tudor foi um elemento arquitetónico comum no período Tudor em Inglaterra.
É um arco em ponta achatado normalmente com quatro núcleos, sendo um arco que os centrava, e era uma característica definidora. O arco tem uma forma elíptica baixa.
O período Tudor refere-se a um período compreendido entre 1485 e 1603 na Inglaterra durante o reinado da dinastia Tudor. O arco em ponta do período gótico foi substítuido por umm arco achatado do período Tudor. O arco Tudor está colocado junto a janelas oriel, uma janela de sacada apoiada numa mísula, que foi um notável design de janelas do período Tudor.
A partir de uma perspectiva funcional, o desenho do arco Tudor, também chamado de arco semicircular ou arco parabólico, pode suportar grandes pesos.